# Arnos Grove (London Underground)

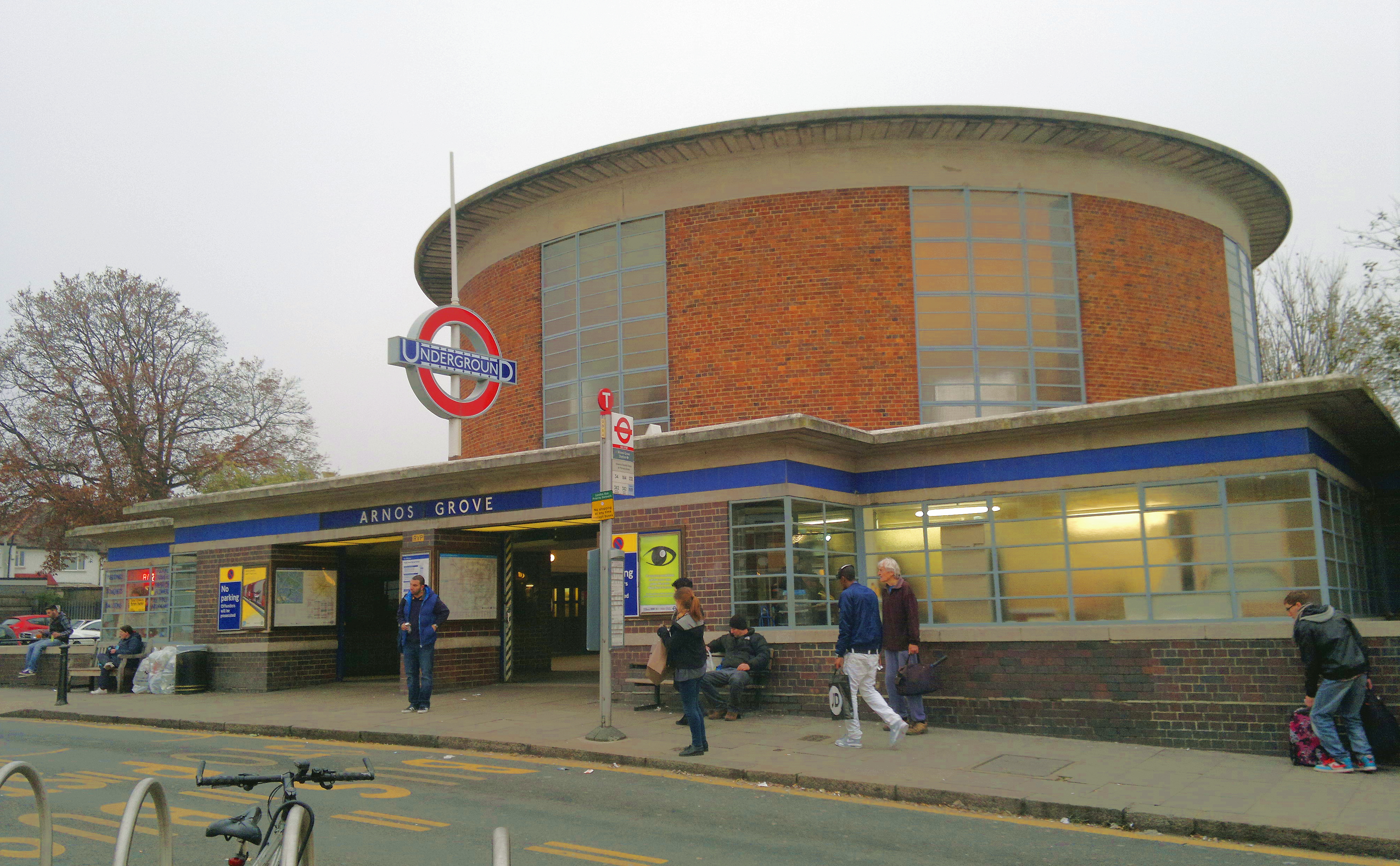
Stationsgebäude

Arnos Grove ist eine oberirdische Station der London Underground im Stadtbezirk London Borough of Enfield. Sie liegt in der Travelcard-Tarifzone 4 an der Bowes Road. Im Jahr 2013 nutzten 4,48 Millionen Fahrgäste diese von der Piccadilly Line bediente Station.

## Geschichte

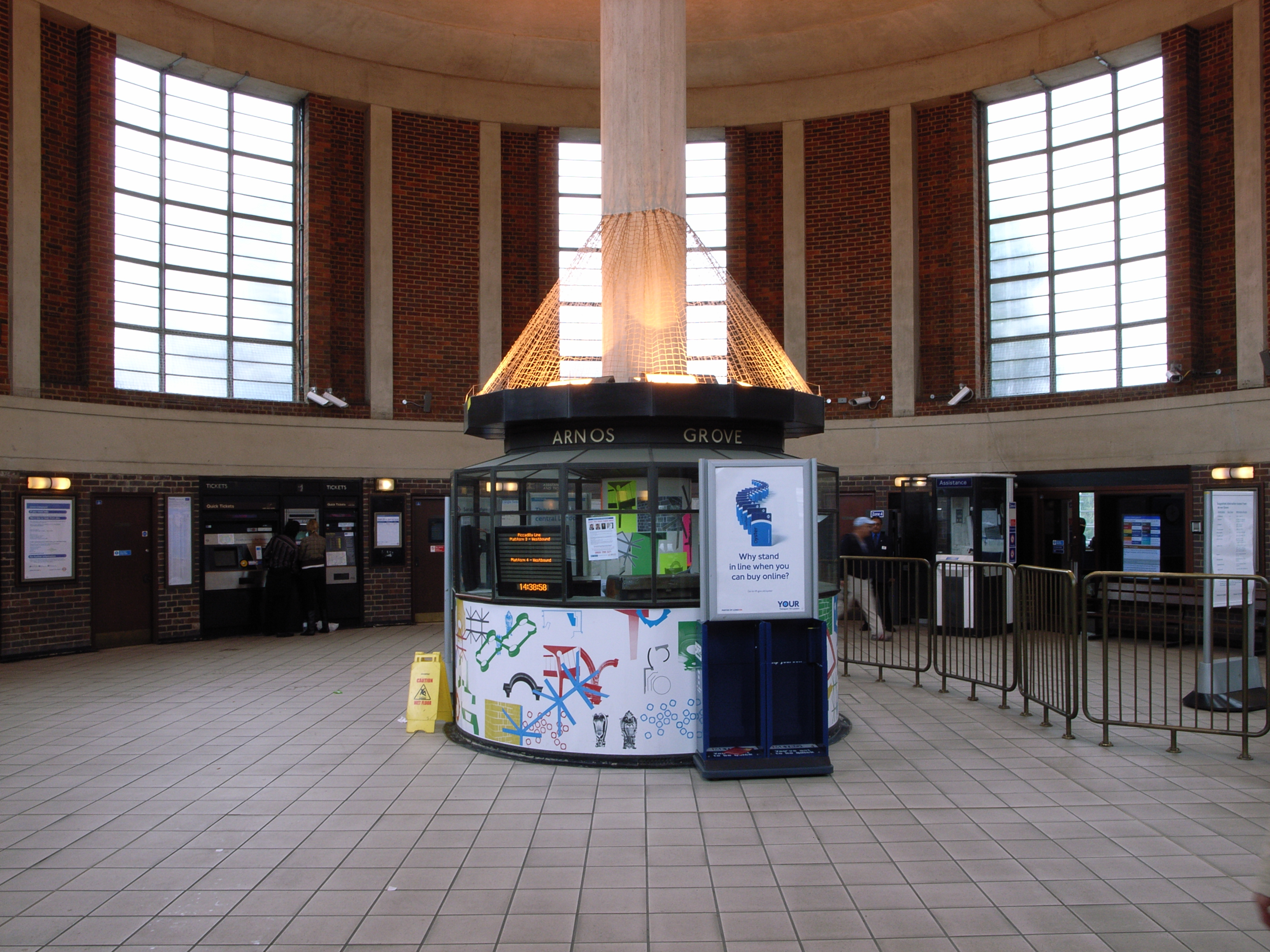
Schalterhalle

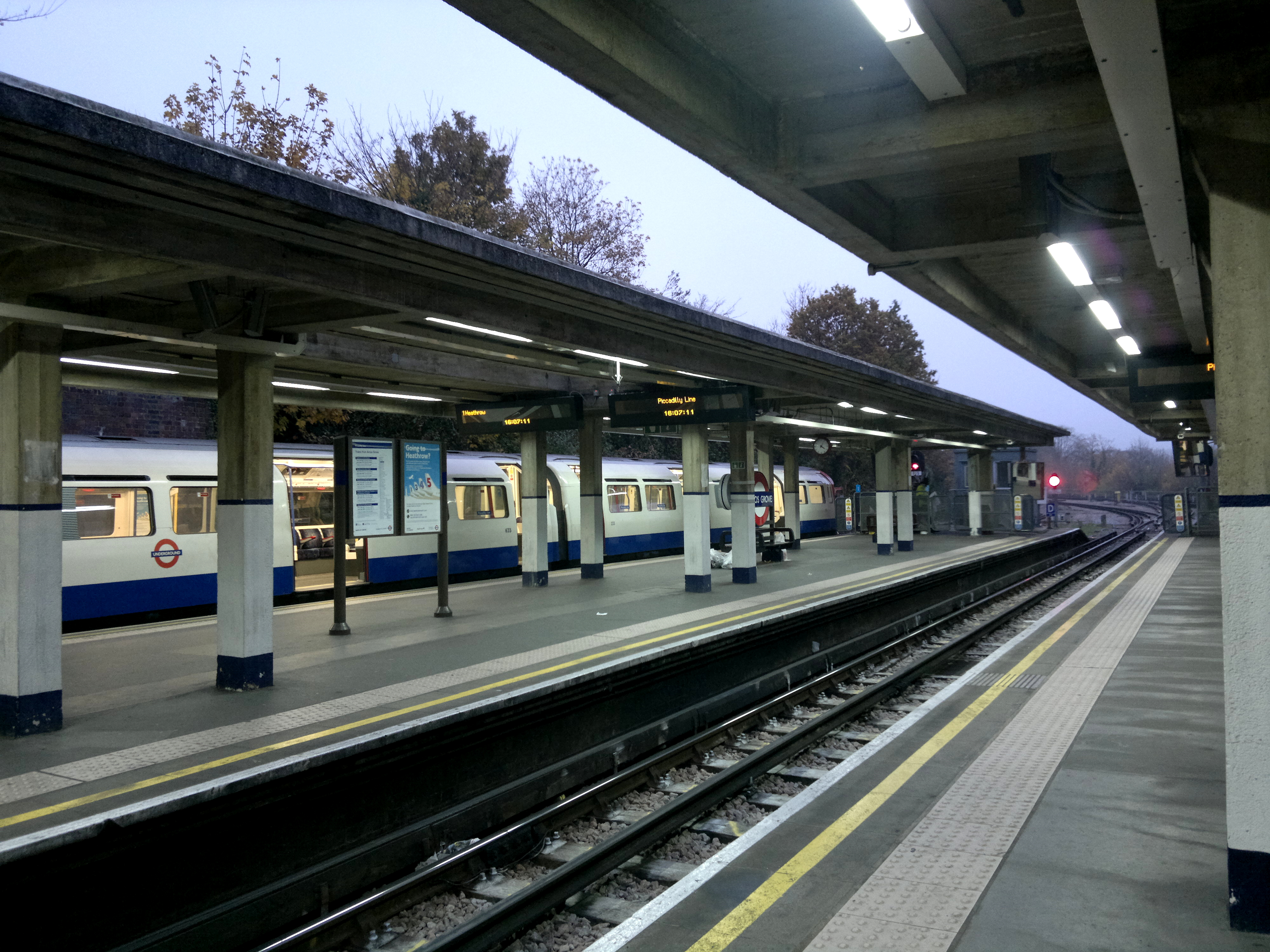
Bahnsteige

Die Eröffnung der Station erfolgte am 19. September 1932, als die Piccadilly Line von Finsbury Park aus hierhin verlängert wurde. Bis zur Inbetriebnahme der Verlängerung nach Cockfosters am 13. März 1933 war Arnos Grove für ein halbes Jahr die nördliche Endstation. Die Wahl des Stationsnamens fiel nach einer öffentlichen Anhörung; als alternative Bezeichnungen waren auch Arnos Park, Bowes Road and Southgate im Gespräch. Aufgrund der Terroranschläge vom 7. Juli 2005 konnte einige Wochen nur der Abschnitt nördlich von Arnos Grove befahren werden; am 4. August erfolgte die Wiedereröffnung des zentralen Abschnitts bis Hyde Park Corner.

## Anlage
Einige Züge verkehren nicht bis zur Endstation Cockfosters, sondern wenden bereits in Arnos Grove. Dies geschieht insbesondere während der Hauptverkehrszeit und am Abend, aber auch bei technischen Störungen. Aus diesem Grund besitzt die Station zwei Mittelbahnsteige mit drei Gleisen, wobei das mittlere Gleis für die wendenden Züge bestimmt ist. Südlich der Station liegt eine Abstellanlage mit sieben Gleisen.
Wie die übrigen Stationen, die Charles Holden für diesen Streckenteil entwarf, ist Arnos Grove basierend auf geometrischen Formen im modernistischen Stil errichtet worden, unter Verwendung von Ziegeln, Glas und Stahlbeton. Eine runde, trommelartige Halle mit hohen Fenstern und flachem Betondach ragt über einem eingeschossigen quadratischen Gebäude empor. Holden ließ sich von der Stadtbibliothek Stockholm und vom schwedischen Architekten Gunnar Asplund inspirieren. In der Mitte der zylinderförmigen Eingangshalle steht eines der früher gebräuchlichen Kontrollhäuschen, das heute eine kleine Ausstellung über die Geschichte der Station und der Piccadilly Line beherbergt.
Der Architekturkritiker Jonathan Glancey beschrieb Arnos Grove als „…wahrhaftig was deutsche Kunsthistoriker als Gesamtkunstwerk bezeichnen würden, ein totales und umfassendes Kunstwerk“ (…truly what German art historians would describe as a gesamtkunstwerk, a total and entire work of art). Seit 1971 steht das Gebäude unter Denkmalschutz. Zunächst besaß es die Schutzstufe Grade II, im Jahr 2011 wurde diese aufgrund der überragenden architektonischen Bedeutung auf Grade II* erhöht.
2005 wurde die Station im Rahmen eines Investitionsprogramms der Transport for London grunderneuert. Schwerpunkt der Arbeiten war die Restauration und Wiederherstellung des ursprünglichen Zustands des denkmalgeschützten Bauwerks. Darüber hinaus wurde der U-Bahnhof mit moderner Technik ausgestattet, wozu Videoüberwachung, Infosäulen und digitale Zugzielanzeiger zählen.
Südlich der Station befindet sich eine Abstellanlage mit sieben Gleisen.